# Општина Сантијаго (Нови Леон)
Сантијаго (шп. Santiago) општина је у Мексику у савезној држави Нови Леон. Општина се налази на надморској висини од 480 м.

## Становништво
Према подацима из 2010. у општини је живело 40469 становника.

### Хронологија
| Година       | 2000                  | 2005                  | 2010                  |
| ------------ | --------------------- | --------------------- | --------------------- |
| Становништво | 36812 (18524 / 18288) | 37886 (19026 / 18860) | 40469 (20341 / 20128) |

### Попис
| \| \| м \| \| \| ж \| \| 0—2 \| 984 \| \| \| 962 \| \| 3—5 \| 1.010 \| \| \| 974 \| \| 6—11 \| 2.124 \| \| \| 2.078 \| \| 12—14 \| 1.018 \| \| \| 1.043 \| \| 15—17 \| 1.029 \| \| \| 1.025 \| \| 18—24 \| 2.349 \| \| \| 2.271 \| \| 60+ \| 2.387 \| \| \| 2.533 \| \| Просек : \| 31,6 \| \| \| 31,8 \| |       |  |  |       |
| |       |  |  |       |
| | м     |  |  | ж     |
| 0—2 | 984   |  |  | 962   |
| 3—5 | 1.010 |  |  | 974   |
| 6—11 | 2.124 |  |  | 2.078 |
| 12—14 | 1.018 |  |  | 1.043 |
| 15—17 | 1.029 |  |  | 1.025 |
| 18—24 | 2.349 |  |  | 2.271 |
| 60+ | 2.387 |  |  | 2.533 |
| Просек : | 31,6  |  |  | 31,8  |

| #   | Индикатор                                                                                        | Вредност |
| --- | ------------------------------------------------------------------------------------------------ | -------- |
| 1   | Становништво од 0 до 2 године                                                                    | 1946     |
| 2   | Мушко становништво од 0 до 2 године                                                              | 984      |
| 3   | Женско становништво од 0 до 2 године                                                             | 962      |
| 4   | Становништво са 3 и више година                                                                  | 37342    |
| 5   | Мушко становништво са 3 и више година                                                            | 18767    |
| 6   | Женско становништво са 3 и више година                                                           | 18575    |
| 7   | Становништво са 5 и више година                                                                  | 36007    |
| 8   | Мушко становништво са 5 и више година                                                            | 18069    |
| 9   | Женско становништво са 5 и више година                                                           | 17938    |
| 10  | Становништво са 12 и више година                                                                 | 31156    |
| 11  | Мушко становништво са 12 и више година                                                           | 15633    |
| 12  | Женско становништво са 12 и више година                                                          | 15523    |
| 13  | Становништво са 15 и више година                                                                 | 29095    |
| 14  | Мушко становништво са 15 и више година                                                           | 14615    |
| 15  | Женско становништво са 15 и више година                                                          | 14480    |
| 16  | Становништво са 18 и више година                                                                 | 27041    |
| 17  | Мушко становништво са 18 и више година                                                           | 13586    |
| 18  | Женско становништво са 18 и више година                                                          | 13455    |
| 19  | Становништво од 3 до 5 година                                                                    | 1984     |
| 20  | Мушко становништво од 3 до 5 година                                                              | 1010     |
| 21  | Женско становништво од 3 до 5 година                                                             | 974      |
| 22  | Становништво од 6 до 11 година                                                                   | 4202     |
| 23  | Мушко становништво од 6 до 11 година                                                             | 2124     |
| 24  | Женско становништво од 6 до 11 година                                                            | 2078     |
| 25  | Становништво од 8 до 14 година                                                                   | 4935     |
| 26  | Мушко становништво од 8 до 14 година                                                             | 2426     |
| 27  | Женско становништво од 8 до 14 година                                                            | 2509     |
| 28  | Становништво од 12 до 14 година                                                                  | 2061     |
| 29  | Мушко становништво од 12 до 14 година                                                            | 1018     |
| 30  | Женско становништво од 12 до 14 година                                                           | 1043     |
| 31  | Становништво од 15 до 17 година                                                                  | 2054     |
| 32  | Мушко становништво од 15 до 17 година                                                            | 1029     |
| 33  | Женско становништво од 15 до 17 година                                                           | 1025     |
| 34  | Становништво од 18 до 24 године                                                                  | 4620     |
| 35  | Мушко становништво од 18 до 24 године                                                            | 2349     |
| 36  | Женско становништво од 18 до 24 године                                                           | 2271     |
| 37  | Женско становништво од 15 до 49 година                                                           | 10139    |
| 38  | Становништво са 60 и више година                                                                 | 4920     |
| 39  | Мушко становништво са 60 и више година                                                           | 2387     |
| 40  | Женско становништво са 60 и више година                                                          | 2533     |
| 41  | Однос између мушкараца и жена                                                                    | 101.06   |
| 42  | Становништво од нуле до 14 година                                                                | 10193    |
| 43  | Становништво од 15 до 64 године                                                                  | 25654    |
| 44  | Становништво од 65 година и више                                                                 | 3441     |
| 45  | Просечан број деце                                                                               | 2.19     |
| 46  | Становништво рођено у ентитету                                                                   | 34315    |
| 47  | Мушко становништво рођено у ентитету                                                             | 17313    |
| 48  | Женско становништво рођено у ентитету                                                            | 17002    |
| 49  | Становништво рођено у другом ентитету                                                            | 4455     |
| 50  | Мушко становништво рођено у другом ентитету                                                      | 2168     |
| 51  | Женско становништво рођено у другом ентитету                                                     | 2287     |
| 52  | Становништво од 5 година и више резидентно у ентитету у јуну 2005. године                        | 34546    |
| 53  | Мушко становништво старосног доба од 5 година и више, резидентно у ентитету у јуну 2005. године  | 17351    |
| 54  | Женско становништво старосног доба од 5 и више година, резидентно у ентитету у јуну 2005. године | 17195    |
| 55  | Становништво од 5 година и више које је живело у другом ентитету у јуну 2005. године             | 913      |
| 56  | Мушко становништво старије од 5 година које је живело у другом ентитету у јуну 2005. године      | 423      |
| 57  | Женско становништво старије од 5 година које је живело у другом ентитету у јуну 2005. године     | 490      |
| 58  | Становништво од 3 године и више које говори аутохтони језик                                      | 603      |
| 59  | Мушко становништво старо 3 године и више које говори аутохтони језик                             | 315      |
| 60  | Женско становништво старо 3 године и више које говори аутохтони језик                            | 288      |
| 61  | Становништво од 3 године и више које говори аутохтони језик и не говори шпански језик            | 2        |
| 62  | Мушко становништво старо 3 године и више које говори аутохтони језик и не говори шпански         | 2        |
| 63  | Женско становништво старо 3 године и више које говори аутохтони језик и не говори шпански језик  | 0        |
| 64  | Становништво старо 3 године и више које говори аутохтони језик и шпански                         | 472      |
| 65  | Мушко становништво старо 3 године и више које говори аутохтони језик и шпански                   | 254      |
| 66  | Женско становништво старо 3 године и више које говори аутохтони језик и шпански                  | 218      |
| 67  | Становништво од 5 година и више које говори аутохтони језик                                      | 595      |
| 68  | Становништво од 5 година и више које говори аутохтони језик и не говори шпански језик            | 1        |
| 69  | Становништво од 5 година и више које говори аутохтони језик и говори шпански језик               | 467      |
| 70  | Становништво у домородачким домаћинствима                                                        | 1058     |
| 71  | Становништво са ограничењима у активностима                                                      | 1371     |
| 72  | Становништво са ограниченим ходањем или кретањем, горе или доле                                  | 765      |
| 73  | Становници са ограничењима вида, чак и уз кориштење сочива                                       | 263      |
| 74  | Становништво са ограничењима говора, комуникације или конверзације                               | 150      |
| 75  | Становништво са ограниченим слухом                                                               | 155      |
| 76  | Становништво са ограничењима при одевању, купању или јелу                                        | 97       |
| 77  | Становништво са ограничењима у опажању или учењу једноставних ствари                             | 71       |
| 78  | Становништво са менталним ограничењима                                                           | 192      |
| 79  | Становништво без ограничења активности                                                           | 37576    |
| 80  | Становништво од 3 до 5 година које не похађа школу                                               | 752      |
| 81  | Мушко становништво од 3 до 5 година које не похађа школу                                         | 375      |
| 82  | Женско становништво од 3 до 5 година које не похађа школу                                        | 377      |
| 83  | Становништво од 6 до 11 година које не похађа школу                                              | 79       |
| 84  | Мушко становништво од 6 до 11 година које не похађа школу                                        | 38       |
| 85  | Женско становништво од 6 до 11 година које не похађа школу                                       | 41       |
| 86  | Становништво од 12 до 14 година које не похађа школу                                             | 144      |
| 87  | Мушко становништво од 12 до 14 година које не похађа школу                                       | 76       |
| 88  | Женско становништво од 12 до 14 година које не похађа школу                                      | 68       |
| 89  | Становништво од 15 до 17 година похађа школу                                                     | 1300     |
| 90  | Мушко становништво од 15 до 17 година похађа школу                                               | 631      |
| 91  | Женско становништво између 15 и 17 година живота у школи                                         | 669      |
| 92  | Становништво од 18 до 24 године похађа школу                                                     | 1248     |
| 93  | Мушко становништво од 18 до 24 године похађа школу                                               | 689      |
| 94  | Женско становништво од 18 до 24 године похађа школу                                              | 559      |
| 95  | Становништво од 8 до 14 година које не може да чита и пише                                       | 65       |
| 96  | Мушко становништво старосног доба од 8 до 14 година које не може да чита и пише                  | 36       |
| 97  | Женско становништво старосног доби од 8 до 14 година које не може да чита и пише                 | 29       |
| 98  | Становништво од 15 година и више које је неписмено                                               | 666      |
| 99  | Мушко становништво од 15 година и више које је неписмено                                         | 318      |
| 100 | Женско становништво од 15 година и више које је неписмено                                        | 348      |
| 101 | Становништво старо 15 и више година без школовања                                                | 739      |
| 102 | Мушко становништво старо 15 и више година без школовања                                          | 365      |
| 103 | Женско становништво старо 15 и више година без школовања                                         | 374      |
| 104 | Становништво старосног доба 15 и више година са непотпуним основним образовањем                  | 3381     |
| 105 | Мушко становништво старосног доба од 15 година и више са непотпуном основним образовањем         | 1624     |
| 106 | Женско становништво старосног доба 15 и више година са непотпуном основним образовањем           | 1757     |
| 107 | Становништво старо 15 и више година са комплетним основним образовањем                           | 5218     |
| 108 | Мушко становништво старо 15 година и више са комплетним основним образовањем                     | 2510     |
| 109 | Женско становништво старо 15 и више година са комплетним основним образовањем                    | 2708     |
| 110 | Становништво старосног доба 15 и више година са непотпуним средњим образовањем                   | 1263     |
| 111 | Мушко становништво старосног доба од 15 година и више са непотпуним средњим образовањем          | 686      |
| 112 | Женско становништво старосног доба од 15 година и више са непотпуним средњим образовањем         | 577      |
| 113 | Становништво старо 15 и више година са пуним секундарном образовањем                             | 6462     |
| 114 | Мушко становништво старосног доба од 15 година и више са пуним секундарном образовањем           | 3539     |
| 115 | Женско становништво старосног доба од 15 година и више са пуним секундарном образовањем          | 2923     |
| 116 | Становништво старије од 18 година са постосновним образовањем                                    | 10747    |
| 117 | Мушко становништво старије од 18 година са постосновним образовањем                              | 5351     |
| 118 | Женско становништво старије од 18 година са постосновним образовањем                             | 5396     |
| 119 | Просечна оцена школовања                                                                         | 9.23     |
| 120 | Просечан ниво образовања мушке популације                                                        | 9.34     |
| 121 | Просечан ниво образовања женског становништва                                                    | 9.13     |
| 122 | Економски активно становништво                                                                   | 16170    |
| 123 | Економски активна мушка популација                                                               | 11407    |
| 124 | Економски активна женска популација                                                              | 4763     |
| 125 | Становништво које није економски активно                                                         | 14767    |
| 126 | Мушко становништво које није економски активно                                                   | 4109     |
| 127 | Женско становништво које није економски активно                                                  | 10658    |
| 128 | Запослено становништво                                                                           | 15669    |
| 129 | Запослено мушко становништво                                                                     | 11018    |
| 130 | Запослено женско становништво                                                                    | 4651     |
| 131 | Незапослена популација                                                                           | 501      |
| 132 | Незапослена мушка популација                                                                     | 389      |
| 133 | Незапослена женска популација                                                                    | 112      |
| 134 | Становништво без права на здравствене услуге                                                     | 6936     |
| 135 | Становништво које има право на здравствене услуге                                                | 32122    |
| 136 | Становништво које има право на ИМСС                                                              | 21468    |
| 137 | Становништво које има право на социјално осигурање                                               | 1002     |
| 138 | Становништво које има право на државно социјално осигурање                                       | 324      |
| 139 | Становништво које има право на опште осигурање или здравствено осигурање за нову генерацију      | 6370     |
| 140 | Становништво које је било једном или није било у браку током 12 година и више                    | 9846     |
| 141 | Венчано или уједињено становништво од 12 година и више                                           | 18491    |
| 142 | Становништво које је било у браку или уједињено 12 година и више                                 | 2676     |
| 143 | Становништво са католичком религијом                                                             | 33482    |
| 144 | Протестанти, еванђелисти и библијски следбеници различити од еванђелиста                         | 3669     |
| 145 | Становништво са другим религијама различитим од претходних                                       | 6        |
| 146 | Становништво без религије                                                                        | 1765     |
| 147 | Укупно пописаних домаћинства                                                                     | 11285    |
| 148 | Пописна домаћинства на челу са мушкарцима                                                        | 9344     |
| 149 | Пописна домаћинства на челу са женама                                                            | 1941     |
| 150 | Становништво у пописним домаћинствима                                                            | 39040    |
| 151 | Становништво у пописним домаћинствима на челу са мушкарцима                                      | 34018    |
| 152 | Становништво у пописним домаћинствима на челу са женама                                          | 5022     |
| 153 | Укупно домаћинстава                                                                              | 18116    |
| 154 | Укупно насељених домаћинстава                                                                    | 11675    |
| 155 | Укупно приватних кућа                                                                            | 17726    |
| 156 | Насељени приватни домови                                                                         | 11285    |
| 157 | Укупно насељених приватних кућа                                                                  | 11672    |
| 158 | Ненасељене приватне куће                                                                         | 2071     |
| 159 | Појединачна домаћинства за привремену употребу                                                   | 4370     |
| 160 | Становници у насељеним приватним кућама                                                          | 39040    |
| 161 | Насељеност станара у приватним становима                                                         | 3.46     |
| 162 | Просечно становника по соби у приватним насељеним домаћинствима                                  | 0.87     |
| 163 | Појединачна домаћинства са подовима од различитих материјала од земље                            | 10865    |
| 164 | Појединачна домаћинства у приземљу                                                               | 367      |
| 165 | Појединачна домаћинства са једном спаваћом собом                                                 | 4306     |
| 166 | Појединачна домаћинства са две спаваће собе и више                                               | 6944     |
| 167 | Појединачна домаћинства са једним собом                                                          | 621      |
| 168 | Појединачна домаћинства са две собе                                                              | 1738     |
| 169 | Појединачна домаћинства са 3 собе и више                                                         | 8884     |
| 170 | Појединачна домаћинства која имају електрично светло                                             | 11151    |
| 171 | Појединачна домаћинства која немају електрично светло                                            | 105      |
| 172 | Појединачна домаћинства која имају водоводну воду у стамбеном простору                           | 10215    |
| 173 | Појединачна домаћинства која немају водоводну воду у стамбеном простору                          | 1013     |
| 174 | Појединачна домаћинства која имају тоалет                                                        | 10973    |
| 175 | Појединачна домаћинства која имају канализацију                                                  | 10865    |
| 176 | Појединачна домаћинства која немају канализацију                                                 | 337      |
| 177 | Појединачна домаћинства која имају електрично светло, довод воде из јавне мреже и канализацију   | 10007    |
| 178 | Појединачна домаћинства без икаквих услова                                                       | 53       |
| 179 | Појединачна домаћинства која имају радио                                                         | 9119     |
| 180 | Појединачна домаћинства која имају телевизор                                                     | 10903    |
| 181 | Појединачна домаћинства која имају фрижидер                                                      | 10805    |
| 182 | Појединачна домаћинства која имају машину за веш                                                 | 9862     |
| 183 | Појединачна домаћинства која имају аутомобил или комби                                           | 8025     |
| 184 | Појединачна домаћинства која имају рачунар                                                       | 4494     |
| 185 | Појединачна домаћинства која имају фиксну телефонску линију                                      | 5871     |
| 186 | Појединачна домаћинства која имају мобилни телефон                                               | 8690     |
| 187 | Појединачна домаћинства која имају приступ интернету                                             | 3604     |